# El disco de Rebelde Way
El disco de Rebelde Way es la recopilación de los grandes éxitos de la banda argentina Erreway. Se lanzó por primera vez en España el 3 de marzo de 2006. En su primera semana de lanzamiento entró directamente al puesto número dos de los discos más vendidos en España, llegando al número uno a la semana siguiente, permaneciendo dos semanas consecutivas en esa posición. Se convirtió en tres semanas en disco de oro, vendiendo más de 40.000 copias, y más tarde supero las 180.000 copias vendidas. El 21 de junio de 2007, entregan a Erreway el Disco de Platino durante su concierto en Valencia, con motivo del Happy Sunny Day. El álbum se compone de los grandes éxitos de Erreway, a partir de sus álbumes Señales y Tiempo, y un DVD. Interpretan este álbum Felipe Colombo, Camila Bordonaba, Benjamín Rojas y Luisana Lopilato.

## Lista de canciones

### Álbum
1. "Tiempo"
2. "Rebelde way"
3. "Será de Dios"
4. "Bonita de más"
5. "Para cosas buenas"
6. "Inventos"
7. "Sweet baby"
8. "Te soñé"
9. "Vas a salvarte"
10. "Inmortal"
11. "Resistiré"
12. "Será porque te quiero"
13. "Amor de engaño"
14. "Perder un amigo"
15. "Dije adiós"
16. "Aún ahora"
17. "Me da igual"
18. "Que estés"
19. "Vamos al ruedo"